# David Hodges (personnage)
Pour les articles homonymes, voir Hodges.
Ne doit pas être confondu avec David Hodges.
David Hodges est un personnage fictif incarné par l'acteur Wallace Langham dans la série télévisée américaine Les Experts (CSI : Crime Scene Investigation en anglais).

## Biographie
Éternel chouchou du prof, même lorsqu'il était inscrit en master de biochimie, David Hodges a un besoin compulsif de réussir. Il a commencé comme spécialiste des traces au labo de Los Angeles, puis il a été réaffecté à Las Vegas en 2003, à cause d'une incompatibilité d'humeur avec ses supérieurs, selon la rumeur. Hodges pense que son côté sarcastique fait partie de son charme. A Las Vegas, il a fait preuve d'un peu plus de retenue, au point de passer parfois pour un flagorneur.
Sous ses dehors impertinents, c'est un homme qui a conscience de son génie et qui veut qu'on l'apprécie à sa juste valeur.
L'Équipe ne rime peut-être pas avec ego, mais David Hodges y trouve tout de même son compte. Son narcissisme est cérébral : il tire son amour de lui-même de son intelligence et de sa réussite scolaire. Comme tant d'autres Narcisse, il est extrêmement susceptible, même lorsqu'on lui fait des critiques constructives. Hodges adore être le centre de l'attention, et rien ne lui plaît tant que d'identifier un indice résiduel au labo.
Si Hodges se montre flagorneur envers son supérieur, il ne prend pas des pincettes avec ses collègues d'un rang inférieur. Ses plaisanteries sont le plus souvent malvenues et perturbent le travail de l'équipe. Mais il semble indifférent à l'exaspération qu'il suscite chez les autres et estime que cette attitude participe de son personnage au travail : "Ils n'ont pas encore goûté au véritable David Hodges" aime-t-il penser.
Hodges et Greg Sanders se livrent souvent à des joutes verbales. Hodges se sent sans doute menacé par Sanders, un garçon populaire et branché. C'est pourquoi il ne manque jamais une occasion de l'égratigner, qu'il s'agisse de son hygiène corporelle ou de son manque d'expérience sur le terrain.
Source : "Les Experts : Crime Scene Investigation Le guide en images".

## Autres apparitions
Il apparaît dans quelques épisodes de CSI: Vegas.